# Seven Nation Army
Seven Nation Army és el primer senzill de l'àlbum Elephant, quart disc d'estudi del grup estatunidenc The White Stripes. El senzill fou produït per Jack White i es va llançar l'any 2003.
La cançó homònima és coneguda pel seu ús com a càntic de futbol. Va ser adoptada per primera vegada pels aficionats del club belga Brugge KV el 2003, el van recollir els aficionats italians i es va convertir en un himne no oficial per a la selecció de futbol d'Itàlia a la Copa Mundial de la FIFA 2006, després de la qual es va estendre a altres clubs i seleccions de tot el món, així com més enllà del futbol, a altres esports i esdeveniments.

## Llista de cançons
1. Seven Nation Army (Jack White) (en 7")
2. Good to Me (Brendan Benson/Jason Falkner) (en 7")
3. Black Jack Davey (Traditional)